# 20 сентября
20 сентября — 263-й день года (264-й в високосные годы) по григорианскому календарю.
До конца года остаётся 102 дня.
До 15 октября 1582 года — 20 сентября по юлианскому календарю, с 15 октября 1582 года — 20 сентября по григорианскому календарю.
В XX и XXI веках соответствует 7 сентября по юлианскому календарю.

## Праздники и памятные дни
См. также: Категория:Праздники 20 сентября

### Национальные
- Венесуэла,  Перу,  Уругвай — День свободы выражения мыслей[2].
- Таиланд — Национальный день молодёжи[3].
- Южная Осетия — День независимости.

### Профессиональные
- Азербайджан — День нефтяников Азербайджана.
- Беларусь — День таможенника[4].
- Кыргызстан — День предпринимателя.

### Религиозные
Католицизм
 — Память 103 корейских мучеников;
 — память святого Иосифа Марии де Йермо-и-Парреса;
 — память святого Евстафия.
 Православие
 — Предпразднество Рождества Пресвятой Богородицы;
 — память мученика Созонта Помпеольского (Киликийского) (ок. 304 года);
 — память святителя Иоанна, архиепископа Новгородского (1186 год);
 — память преподобномученика Макария Каневского, Пинского, Овручского, Переяславского (1678 год);
 — память преподобного Макария Оптинского (1860 год);
 — память священномучеников Петра Снежницкого и Михаила Тихоницкого пресвитеров;
 — память священномучеников Евгения (Зёрнова), митрополита Горьковского, и с ним Стефана Крейдича пресвитера и преподобномучеников Евгения (Выжвы), Николая (Ащепьева), игуменов и Пахомия (Ионова), иеромонаха (1937);
 — память священномучеников Григория Аверина, Василия Сунгурова пресвитеров, преподобномученика Льва (Егорова), архимандрита (1937 год);
 — память апостолов от 70-ти Евода (66 год) и Онисифора (после 67 года);
 — память мученика Евпсихия Кесарийского (Каппадокийского) (117-138 годы);
 — память преподобного Луки Глубокореченского (Каппадокийсого) (после 975 года);
 — память преподобных Александра Пересвета (1380 год) и Андрея Осляби (ок. 1380 года);
 — память преподобного Серапиона Спасо-Елеазаровского, Псковского (1480 год).

## События
См. также: Категория:События 20 сентября

### До XX века
- 622 — переселение (хиджра) Мухаммеда и его приверженцев из Мекки в Медину.
- 1066 — битва при Фулфорде.
- 1187 — Саладин начал осаду Иерусалима против крестоносцев.
- 1258 — освящён Солсберийский собор.
- 1378 — одновременно избраны двое римских пап — Урбан VI и Клемент VII. В католической церкви начался Великий раскол (Схизма), длившийся почти 40 лет.
- 1519 — начало экспедиции Фернана Магеллана.
- 1697 — между Королевством Франция, с одной стороны, и Испанией, Англией и Республикой Соединённых провинций подписан Рейсвейкский мирный договор, завершивший Войну Аугсбургской лиги.
- 1775 — Екатерина II назначила греческого монаха Евгения Вулгариса архиепископом новых земель Новороссии.
- 1792 — во Франции разрешены разводы.
- 1802 — Указ Александра I о создании в России министерств взамен устаревших коллегий. На первых порах их было образовано восемь: военное, морское, иностранных дел, внутренних дел и полиции, юстиции, финансов, коммерции и народного просвещения.
- 1854 — сражение на Альме в ходе Крымской войны.
- 1862
  - В Великом Новгороде открыт памятник «Тысячелетие России».
  - В Санкт-Петербурге основана первая в России консерватория.
- 1863 — второй день битвы при Чикамоге.
- 1870 — завершено объединение Италии. Итальянские войска заняли Папскую область и вошли в Рим, который был провозглашён столицей королевства. Папа Пий IX (Pius PP. IX) отказался вести переговоры с новой властью, удалился в свой дворец в Ватикане и объявил себя и своих преемников на папском престоле «ватиканскими пленниками». Такое положение сохранялось до 1929 года.
- 1875 — инцидент у острова Канхвадо. Усиление разногласий между Японией и Кореей, за спиной которой стоял Цинский Китай.
- 1878 — в Петербурге открылись Высшие Бестужевские курсы — первый в России женский университет.

### XX век
- 1909 — парламент Великобритании одобрил южноафриканскую конституцию, в которой официальными языками были признаны английский и голландский.
- 1913 — в Москве открыто Русское антропософическое общество.
- 1917 — парламент Канады предоставил право голоса матерям, жёнам и сёстрам солдат, воюющих на фронте.
- 1918
  - Казнь бакинских комиссаров.
  - У итальянского священника Пио на руках и ногах появились раны (стигматы), которые периодически появлялись до самой его смерти в 1968 году.
- 1934 — советский ледокол «Литке» завершил первое плавание Северным морским путём, совершённое за одну навигацию.
- 1939 — начался бой за Гродно в ходе Польского похода РККА. Бой продолжался до 22 сентября.
- 1942 — Вторая мировая война: нацистами уничтожено гетто в Домачево.
- 1946 — открытие первого Каннского кинофестиваля.
- 1954 — скомпилирована и запущена первая программа, написанная на Фортране.
- 1959 — Ли Харви Освальд отправился в СССР.
- 1969 — группа Creedence Clearwater Revival единственный раз в своей истории поднялась на первое место британского хит-парада с песней Bad Moon Rising.
- 1979
  - Выведена на орбиту астрономическая обсерватория для регистрации излучения высокой энергии.
  - Свергнут император Центральноафриканской империи Жан-Бедель Бокасса.
- 1990 — Южная Осетия провозгласила своё отделение от Грузии. Отмечается как День независимости.
- 1992 — на референдуме большинство граждан Франции высказалось за вступление страны в Европейский союз.
- 1993 — Национальное собрание Азербайджана приняло решение о вступлении в Содружество Независимых Государств.
- 1994 — в Баку президент Азербайджана Гейдар Алиев предоставил консорциуму западных фирм «БиПи» (Великобритания), «AMOKO», «Пензол» (США), «Лукойл» и «ТПАО» (Россия) соглашения «Контракт века», по которым им предоставлялось право добычи каспийской нефти (Россия заявила о незаконности этого договора).
- 1997 — Элтон Джон в пятый раз возглавил британский хит-парад с песней Candle in the Wind, ремейком оригинала 1973 года, которую он посвятил памяти погибшей принцессы Дианы.
- 2000 — власти Тайваня арестовали 25-летнего Чэн Инь-Хао, создателя компьютерного вируса CIH («ЧИХ»), названного по инициалам автора. В народе вирус известен как «Чернобыль», так как одна из его версий активируется 26 апреля, в годовщину аварии на атомной электростанции.

### XXI век
- 2002 — сход ледника Колка в Северной Осетии. 125 погибших, включая Сергея Бодрова и членов съёмочной группы фильма «Связной».
- 2008 — теракт в гостинице «Марриот» в пакистанском Исламабаде.
- 2011 — прекращение политики «Не спрашивай, не говори» в американских силовых структурах.
- 2021 — массовое убийство в Пермском государственном университете.

## Родились
См. также: Категория:Родившиеся 20 сентября

### До XIX века
- 1412 — Ефрем Перекомский (ум. 1492), православный святой, основатель Перекомского монастыря под Новгородом.
- 1449 — Филипп I (ум. 1500), граф Ганау-Мюнценберга (1458—1500).
- 1486 — Артур, принц Уэльский (ум. 1502), старший сын короля Англии Генриха VII и Елизаветы Йоркской, наследник английского трона.
- 1599 — Христиан Брауншвейгский (ум. 1626), принц Брауншвейг-Вольфенбюттельский, епископ Гальберштадтский, немецкий протестантский военачальник времён Тридцатилетней войны.
- 1744 — Джакомо Кваренги (ум. 1817), итальянский и российский архитектор (Смольный институт и др.), художник.
- 1758 — Жан-Жак Дессалин (убит в 1806), основатель независимого гаитянского государства, первый правитель (1804—1806) и национальный герой Гаити.
- 1778 — Фаддей Беллинсгаузен (ум. 1852), российский мореплаватель немецкого происхождения, один из первооткрывателей Антарктиды.
- 1794 — Пётр Каверин (ум. 1855), русский военный деятель, полковник, участник заграничных походов 1813—1815 гг.

### XIX век
- 1809 — Нестор Кукольник (ум. 1868), русский писатель-прозаик, поэт, переводчик, драматург.
- 1810 — Ниссаж Саже (ум. 1880), гаитянский государственный деятель, временный глава государства (1867), 10-й президент Гаити (1869—1874).
- 1820 — Джон Рейнольдс (ум. 1863), американский генерал, участник Гражданской войны на стороне Севера.
- 1832 — Иоганн Йозеф Аберт (ум. 1915), немецкий композитор и капельмейстер.
- 1833 — Эрнесто Теодоро Монета (ум. 1918), итальянский журналист, лауреат Нобелевской премии мира (1907).
- 1837 — Пётр Лесгафт (ум. 1909), российский анатом, антрополог, психолог и педагог.
- 1842 — Джеймс Дьюар (ум. 1923), шотландский физик и химик, изобретатель первых термосов.
- 1843 — Николай Александрович (ум. 1865), цесаревич и великий князь, старший сын российского императора Александра II.
- 1845 — Йозеф Карабацек (ум. 1918), австрийский историк-востоковед.
- 1853 — Чулалонгкорн (он же Рама V; ум. 1910), 5-й король Сиама (1868—1910).
- 1865
  - Луи Борно (ум. 1942), гаитянский политик и государственный деятель, президент страны (1922—1930).
  - Любор Нидерле (ум. 1944), чешский археолог, этнограф, историк-славист и антрополог.
- 1869
  - Марсель Кашен (ум. 1958), французский коммунист, крупный деятель Социнтерна и Коминтерна.
  - Юозас Тумас-Вайжгантас (ум. 1933), литовский писатель, литературовед и общественный деятель.
- 1872 — Морис Гюстав Гамелен (ум. 1958), французский военный деятель, генерал, главнокомандующий французской армией во Второй мировой войне.
- 1878 — Эптон Билл Синклер (ум. 1968), американский писатель.
- 1880 — Ильдебрандо Пиццетти (ум. 1968), итальянский композитор, дирижёр и музыкальный критик.
- 1886 — Цецилия Мекленбург-Шверинская (ум. 1954), кронпринцесса Прусская и Германская, супруга кронпринца Пруссии Вильгельма.
- 1892 — Сергей Аничков (ум. 1981), советский фармаколог, академик АМН СССР.
- 1899 — Лео Штраус (ум. 1973), немецко-американский историк политической философии, культуролог, главный идеолог неоконсерватизма.
- 1900
  - Александр Орлов (погиб в 1945), советский военачальник, вице-адмирал.
  - Николай Тимофеев-Ресовский (ум. 1981), русский советский биолог, генетик.

### XX век
- 1906 — Вера Фаддеева (ум. 1983), советский математик, специалист по линейной алгебре, лауреат Государственной премии СССР.
- 1911 — Альфред Науйокс (ум. 1966), офицер разведки гитлеровской Германии, штурмбаннфюрер СС, руководитель операции «Консервы».
- 1914
  - Кеннет Мор (ум. 1982), английский актёр театра и кино.
  - Александр Удалов (ум. ?), русский и узбекский советский писатель, переводчик, журналист.
- 1917 — Ред Ауэрбах (ум. 2006), американский баскетбольный тренер.
- 1921 — Курт Книспель (погиб в 1945), самый результативный немецкий танкист Второй мировой войны.
- 1922 — Григорий Поженян (ум. 2005), советский и российский поэт-фронтовик, соавтор песен, прозаик.
- 1925 — Ананда Махидон (застрелен в 1946), 8-й король Таиланда (1935—1946), из династии Чакри.
- 1929 — Витторио Тавиани (ум. 2018), итальянский кинорежиссёр и сценарист.
- 1934 — Софи Лорен (наст. имя София Виллани Шиколоне), итальянская киноактриса и певица, обладательница «Оскара», пяти премий «Золотой глобус», др. наград.
- 1940 — Таро Асо, японский политик, премьер-министр Японии (2008—2009).
- 1943 — Валерий Сауткин (ум. 2023), известный советский и российский поэт-песенник.
- 1945 — Франсиско Родригес (ум. 2024), венесуэльский боксёр, чемпион летних Олимпийских игр (1968). Первый олимпийский чемпион в истории Венесуэлы.
- 1948 — Джордж Ар Ар Мартин, американский писатель-фантаст, сценарист и продюсер.
- 1949
  - Сабина Азема, французская актриса, обладательница двух премий «Сезар».
  - Мануэль Селайя, президент Гондураса (2006—2009).
- 1951 — Ги Лафлёр (ум. 2022), канадский хоккеист, 5-кратный обладатель Кубка Стэнли.
- 1953 — Шан Томас, валлийская актриса театра, кино и телевидения.
- 1954 — Геннадий Малахов, российский популяризатор нетрадиционных методов оздоровления, писатель, телеведущий.
- 1956 — Гэри Коул, американский актёр.
- 1957 — Владимир Ткаченко, советский баскетболист, чемпион мира (1982), трёхкратный чемпион Европы.
- 1959
  - Сергей Попов, советский и российский рок-музыкант, гитарист, автор песен, участник групп «Мастер», «Ария»
  - Лесли Томпсон, канадская рулевая в академической гребле, олимпийская чемпионка (1992).
- 1961 — Эрвин Куман, нидерландский футболист, чемпион Европы (1988).
- 1963 — Андрей Державин, советский и российский музыкант, певец, композитор.
- 1965 — Поуль-Эрик Хёйер Ларсен, датский бадминтонист, олимпийский чемпион (1996), трижды чемпион Европы, президент Всемирной федерации бадминтона (с 2013).
- 1967 — Кристен Джонстон, американская актриса, комедиантка, обладательница двух премий «Эмми».
- 1971 — Хенрик Ларссон, шведский футболист, победитель Лиги чемпионов УЕФА (2006).
- 1974
  - Карина Азнавурян, российская фехтовальщица, двукратная олимпийская чемпионка (2000, 2004), чемпионка мира (2003) и Европы (2004).
  - Катя Лель (урожд. Екатерина Чупринина), российская эстрадная певица, автор песен.
- 1975
  - Азия Ардженто, итальянская актриса, кинорежиссёр, сценаристка, писательница и певица.
  - Мун Бладгуд, американская актриса и модель.
  - Хуан Пабло Монтойя, колумбийский автогонщик, бывший пилот «Формулы-1».
- 1980 — Игор Вори, хорватский гандболист, олимпийский чемпион (2004), чемпион мира (2003).
- 1981 — Фелисиано Лопес, испанский теннисист, бывшая 12-я ракетка мира.
- 1982
  - Мэтью Белчер, австралийский яхтсмен, двукратный олимпийский чемпион (2012, 2020), 5-кратный чемпион мира.
  - Инна Осипенко-Радомская, украинская и азербайджанская гребчиха на байдарках, олимпийская чемпионка (2008).
- 1983 — Эди Ганем, американская актриса кино и телевидения.
- 1984
  - Брайан Жубер, французский фигурист-одиночник, чемпион мира (2007), трёхкратный чемпион Европы.
  - Белен Родригес, аргентинская телеведущая, актриса и модель.
- 1987 — Карина Андоленко, российская актриса театра и кино.
- 1988
  - Сергей Бобровский, российский хоккеист, вратарь, чемпион мира (2014), двукратный обладатель «Везина Трофи».
  - Хабиб Нурмагомедов, российский боец смешанных боевых искусств, чемпион UFC в лёгком весе (2018).
- 1990
  - Донатас Мотеюнас, литовский баскетболист, призёр чемпионата Европы (2013).
  - Джон Таварес, канадский хоккеист, олимпийский чемпион (2014).
- 1991
  - Келси-Ли Барбер, австралийская копьеметательница, двукратная чемпионка мира.
  - Спенсер Лок, американская актриса.
- 1993 — Юлиан Дракслер, немецкий футболист, чемпион мира (2014).
- 1995 — Лаура Деккер, нидерландская яхтсменка, самая юная мореплавательница, совершившая кругосветное путешествие.

## Скончались
См. также: Категория:Умершие 20 сентября

### До XX века
- 1839 — Томас Харди (р. 1769), вице-адмирал британского флота, баронет.
- 1840 — Хосе Гаспар Родригес де Франсия (р. 1766), один из первых руководителей независимого Парагвая, Верховный диктатор страны (1816—1840).
- 1863 — Якоб Гримм (р. 1785), немецкий филолог и фольклорист.
- 1870 — Эмерико Амари (р. 1810), итальянский политик, экономист, статистик, публицист, юрист, издатель и педагог.
- 1897 — Карел Бендль (р. 1838), чешский музыкант, композитор и дирижёр.
- 1898 — Теодор Фонтане (р. 1819), немецкий писатель и поэт.

### XX век
- 1908 — Пабло де Сарасате (р. 1844), испанский скрипач и композитор.
- 1918
  - расстрелян Степан Шаумян (р. 1878), российский революционер, один из 26 бакинских комиссаров.
  - расстрелян Михаил Меньшиков (р. 1859), русский журналист, публицист и общественный деятель.
- 1930 — Гомбожаб Цыбиков (р. 1873), российский исследователь, первый фотограф Тибета.
- 1932 — Макс Слефогт (р. 1868), немецкий художник-импрессионист, график, сценограф, иллюстратор.
- 1933 — Анни Безант (р. 1847), английский теософ, писательница и оратор, борец за права женщин.
- 1939 — убит Тадеуш Доленга-Мостович (р. 1898), польский писатель, журналист, сценарист.
- 1942 — Карлис Улманис (р. 1887), латвийский государственный деятель, президент Латвии (1936—1940).
- 1957 — Ян Сибелиус (р. 1865), финский композитор.
- 1960 — Ида Рубинштейн (р. 1883), российская балерина и актриса.
- 1961 — Анджей Мунк (р. 1921), польский кинорежиссёр.
- 1971 — Георгос Сеферис (р. 1900), греческий поэт, лауреат Нобелевской премии (1963).
- 1975 — Сен-Жон Перс (наст. имя Мари Рене Алекси Сен-Леже; р. 1887), французский поэт, нобелевский лауреат (1960).
- 1979 — Людвик Свобода (р. 1895), президент Чехословакии (1968—1975), генерал армии.
- 1986 — Виктор Хохряков (р. 1913), актёр театра и кино, театральный режиссёр, чтец, народный артист СССР.
- 1993 — Эрих Хартманн (р. 1922), немецкий лётчик-ас, самый результативный пилот-истребитель за всю историю авиации.
- 1999 — Раиса Горбачёва (р. 1932), советский общественный деятель, супруга М. С. Горбачёва.
- 2000 — Герман Титов (р. 1935), советский космонавт № 2, Герой Советского Союза.

### XXI век
- 2002 — Сергей Бодров (р. 1971), российский киноактёр, кинорежиссёр, сценарист, телеведущий.
- 2005
  - Юрий Айзеншпис (р. 1945), советский и российский музыкальный продюсер.
  - Симон Визенталь (р. 1908), австрийский архитектор и общественный деятель, «охотник за нацистами».
  - Григорий Поженян (р. 1922), советский и российский поэт-песенник, писатель-прозаик, фронтовик.
  - Чарлз Леонард Харнесс (р. 1915), американский писатель-фантаст.
- 2006 — Александр Мовчан (р. 1932), советский и украинский актёр театра и кино.
- 2011 — Алексей Мамыкин (р. 1936), советский футболист, заслуженный тренер РСФСР.
- 2014 — Анатолий Березовой (р. 1942), лётчик-космонавт СССР, Герой Советского Союза.
- 2016 — Кёртис Хэнсон (р. 1945), американский кинорежиссёр, продюсер, сценарист, лауреат «Оскара» и др. наград.
- 2017 — Римма Солнцева (р. 1930), советская и российская театральная актриса, режиссёр и педагог.
- 2018 — Мохаммед Карим Ламрани (р. 1919), трижды премьер-министр Марокко (1971—1972, 1983—1986, 1992—1994).
- 2020 — Майкл Чапман (р. 1935), американский кинооператор, кинорежиссёр и актёр.
- 2022 — Сергей Пускепалис (р. 1966), советский и российский актёр и режиссёр театра и кино, политический деятель.

## Приметы
- Лука, луков день.
- Лук да баня все правят.
- В эту неделю повсеместно заканчивали убирать лук.
- Холодную зиму предвещает обилие шелухи на луковицах.
- Лук — добро и в бою, и во щах.
- В этот день лук в «косицы плели девицы». Считалось, что «от луковой мокрети и от луковой шелухи» косы будут шелковистые и тугие[9].